# Agencia Pública de Noticias del Ecuador y Suramérica
La Agencia Pública de Noticias del Ecuador y Suramérica (ANDES), fue un servicio de información oficial del Estado ecuatoriano en formato digital, fue una empresa informativa pública.
ANDES nació el 29 de diciembre de 2009 por iniciativa de la Secretaría Nacional de Comunicación y fue un área de Ecuador TV. La sede de ANDES fue Quito, específicamente en el Edificio de los Medios Públicos, donde funcionan todos los órganos de difusión del Estado. El servicio de Medios Públicos de Ecuador, coordinador de la agencia ANDES, dio por finalizada su existencia el 14 de agosto de 2018 y fusionó sus proyectos al resto de medios públicos digitales dentro de un proceso de optimización de recursos públicos.